# Julia Ruhs
Julia Ruhs (* 1994 in Ludwigsburg) ist eine deutsche Journalistin.

## Leben und Werdegang
Ruhs wuchs als Tochter einer Krankenschwester und eines Bankkaufmanns bei Ludwigsburg auf. Nach einem Freiwilligen Sozialen Jahr in einem Krankenhaus ging sie ein halbes Jahr nach Costa Rica. Sie studierte in Passau, Rom und Regensburg Demokratie- und Kommunikationswissenschaft und war Stipendiatin der journalistischen Nachwuchsförderung der Konrad-Adenauer-Stiftung. Ihre Masterarbeit schrieb sie über Russlands Desinformationspolitik gegen den Westen. Sie erhielt dafür den Sonderpreis der Bayerischen Staatsregierung und den 1. Nachwuchspreis des Dialogforums Sicherheitspolitik.
Anschließend absolvierte sie ein Volontariat beim Bayerischen Rundfunk. Sie ist freiberufliche Journalistin und arbeitet vor allem für den Bayerischen Rundfunk. Sie schreibt Kolumnen für Focus Online zu gesellschaftspolitischen Themen und betrieb den Podcast Kriegskind, in dem sie Zeitzeugen des Zweiten Weltkriegs ihre Geschichten erzählen ließ.
2025 erschien Ruhs’ erstes Buch mit dem Titel Links-grüne Meinungsmacht – die Spaltung unseres Landes im Langen Müller Verlag.

## Kontroverse um ARD-SendungKlar – Was Deutschland bewegt(2025)
Bekanntheit erreichte Ruhs durch die Pilotfolge des ARD-Reportageformats Klar – Was Deutschland bewegt, eine Gemeinschaftsproduktion des BR und NDR vom 9. April 2025. Die Sendung mit dem Titel Migration: Was falsch läuft sollte einen kritischen Blick auf die Folgen der Asylpolitik werfen. Behörden seien überfordert, immer mehr Gemeinden und Städte am Limit. Verbrechen sollen aus der Sicht von Betroffenen erzählt werden. Die Autoren begleiten Michael Kyrath, dessen Tochter bei der Messerattacke in Brokstedt am 25. Januar 2023 von einem Asylbewerber erstochen wurde. Die Sendung wurde kontrovers diskutiert.
Die Ausgabe fand ein kritisches Echo in Jan Böhmermanns Late-Night-Show ZDF Magazin Royale. Die NGO Neue deutsche Medienmacher*innen erhob den Vorwurf, dass die Sendung keine faktenbasierte, differenzierte und lösungsorientierte Berichterstattung biete. Die Frankfurter Allgemeine Zeitung hingegen nannte die Kritik an der Sendung „maßlos überzogen“. Michael Hanfeld bezeichnete dort Böhmermanns Einlassung als „unqualifizierten Beitrag“ eines „mit öffentlichem Geld überbezahlten ZDF-Clowns“ und bezeichnete die NGO Neue deutsche Medienmacher*innen als eine staatlich finanzierte Aufpasser-NGO. „Im Netz formieren sich Berufsmobber mit dem Ziel, Sendung und Moderatorin hinwegzufegen.“